# Веселый, Франтишек
Фра́нтишек Ве́селый (чеш. František Veselý; 7 декабря 1943, Прага — 30 октября 2009, там же) — чехословацкий футболист, нападающий.
Чемпион Европы 1976 года, участник чемпионата мира 1970 года.

## Карьера

### Клубная
Воспитанник пражской «Славии». Профессиональную карьеру начал в «Дукле» в 1962 году, а через 2 года вернулся в «Славию», где играл 16 сезонов. В чемпионате Чехословакии провёл в составе «Славии» 404 матча.
Завершал карьеру в Австрии.

### В сборной
Дебютировал в сборной Чехословакии 19 сентября 1965 года в отборочном матче чемпионата мира-1966 против сборной Румынии. Всего в том отборочном турнире провёл 4 матча.
Веселый стал одним из лучших игроков решающей встречи отборочного турнира чемпионата мира 1970 года с командой Венгрии, который проводился 3 декабря 1969 года на нейтральном поле в Марселе. Незадолго до перерыва он был сбит в штрафной площади, пенальти реализовал Андрей Квашняк. В начале второго тайма с подачи Квашняка уже сам Веселый переправил мяч в ворота, а на 66-й минуте он заработал штрафной, с которого третий гол забил Йозеф Адамец. Матч завершился победой сборной Чехословакии с счётом 4:1. Выходил на поле во всех трёх матчах чехословацкой сборной на чемпионате мира 1970 года.
На победном для сборной Чехословакии чемпионате Европы 1976 года забил третий гол в полуфинальной игре со сборной Нидерландов. Всего за сборную Чехословакии провёл 34 матча и забил 3 мяча.
Похоронен на кладбище Малвазинки в Праге.